# Tamluk
Tamluk (en bengalí: তমলুক ) es una localidad de la India, centro administrativo del distrito de Midnapore oriental, en el estado de Bengala Occidental. Según el censo de 2011, tiene una población de 65 306 habitantes.

## Geografía
Está ubicada a una altitud de 7 m s. n. m., a 84 km de la capital estatal, Calcuta, en la zona horaria UTC +5:30.